# Lobata
Los lobados (Lobata) son un grupo de ctenóforos con pequeños tentáculos y dos lóbulos distintivos aplanados que se extienden hacia afuera de sus cuerpos. Se alimenta en forma continua de presas planctónicas suspendidas.
Los tentáculos se originan en las comisuras de la boca, surgen de surcos y se extienden sobre la superficie interna de los lóbulos (en lugar de quedar muy atrás, como en Cydippida). Entre los lóbulos a ambos lados de la boca, muchas especies de lobados tienen cuatro aurículas, proyecciones gelatinosas bordeadas de cilios que producen corrientes de agua que ayudan a dirigir a la presa microscópica hacia la boca.
Las ocho filas de peines se originan en el polo aboral y por lo general no se extienden más allá del cuerpo hasta los lóbulos; en especies con aurículas (cuatro), los cilios que bordean las aurículas son extensiones de las cuatro filas de peine. La mayoría de lobados son bastante pasivos cuando se nadan, usando los cilios en sus filas de peines para propulsión. Bathocyroe y Ocyropsis pueden escapar del peligro aplaudiendo sus lóbulos, de modo que el chorro de agua expulsada los impulsa hacia atrás muy rápidamente.

## Filogenia
Lobata sería un grupo parafilético con respecto a Cestida, con una filogenia aún no consensuada pero que puede ser aproximadamente la siguiente:
|  | Eurhamphaeidae                                           |
|  |                                                          |
|  | \| \| Bolinopsidae \| \| \| \| \| \| Cestida \| \| \| \| |
|  |                                                          |
|  | Bolinopsidae                                             |
|  |                                                          |
|  | Cestida                                                  |
|  |                                                          |

|  | Bolinopsidae |
|  |              |
|  | Cestida      |
|  |              |

|  | Eurhamphaeidae                                           |
|  |                                                          |
|  | \| \| Bolinopsidae \| \| \| \| \| \| Cestida \| \| \| \| |
|  |                                                          |
|  | Bolinopsidae                                             |
|  |                                                          |
|  | Cestida                                                  |
|  |                                                          |

|  | Bolinopsidae |
|  |              |
|  | Cestida      |
|  |              |

|  | Eurhamphaeidae                                           |
|  |                                                          |
|  | \| \| Bolinopsidae \| \| \| \| \| \| Cestida \| \| \| \| |
|  |                                                          |
|  | Bolinopsidae                                             |
|  |                                                          |
|  | Cestida                                                  |
|  |                                                          |

|  | Bolinopsidae |
|  |              |
|  | Cestida      |
|  |              |

|  | Eurhamphaeidae                                           |
|  |                                                          |
|  | \| \| Bolinopsidae \| \| \| \| \| \| Cestida \| \| \| \| |
|  |                                                          |
|  | Bolinopsidae                                             |
|  |                                                          |
|  | Cestida                                                  |
|  |                                                          |

|  | Bolinopsidae |
|  |              |
|  | Cestida      |
|  |              |

|  | Eurhamphaeidae                                           |
|  |                                                          |
|  | \| \| Bolinopsidae \| \| \| \| \| \| Cestida \| \| \| \| |
|  |                                                          |
|  | Bolinopsidae                                             |
|  |                                                          |
|  | Cestida                                                  |
|  |                                                          |

|  | Bolinopsidae |
|  |              |
|  | Cestida      |
|  |              |

|  | Eurhamphaeidae                                           |
|  |                                                          |
|  | \| \| Bolinopsidae \| \| \| \| \| \| Cestida \| \| \| \| |
|  |                                                          |
|  | Bolinopsidae                                             |
|  |                                                          |
|  | Cestida                                                  |
|  |                                                          |

|  | Bolinopsidae |
|  |              |
|  | Cestida      |
|  |              |

|  | Eurhamphaeidae                                           |
|  |                                                          |
|  | \| \| Bolinopsidae \| \| \| \| \| \| Cestida \| \| \| \| |
|  |                                                          |
|  | Bolinopsidae                                             |
|  |                                                          |
|  | Cestida                                                  |
|  |                                                          |

|  | Bolinopsidae |
|  |              |
|  | Cestida      |
|  |              |

|  | Eurhamphaeidae                                           |
|  |                                                          |
|  | \| \| Bolinopsidae \| \| \| \| \| \| Cestida \| \| \| \| |
|  |                                                          |
|  | Bolinopsidae                                             |
|  |                                                          |
|  | Cestida                                                  |
|  |                                                          |

|  | Bolinopsidae |
|  |              |
|  | Cestida      |
|  |              |

## Galería

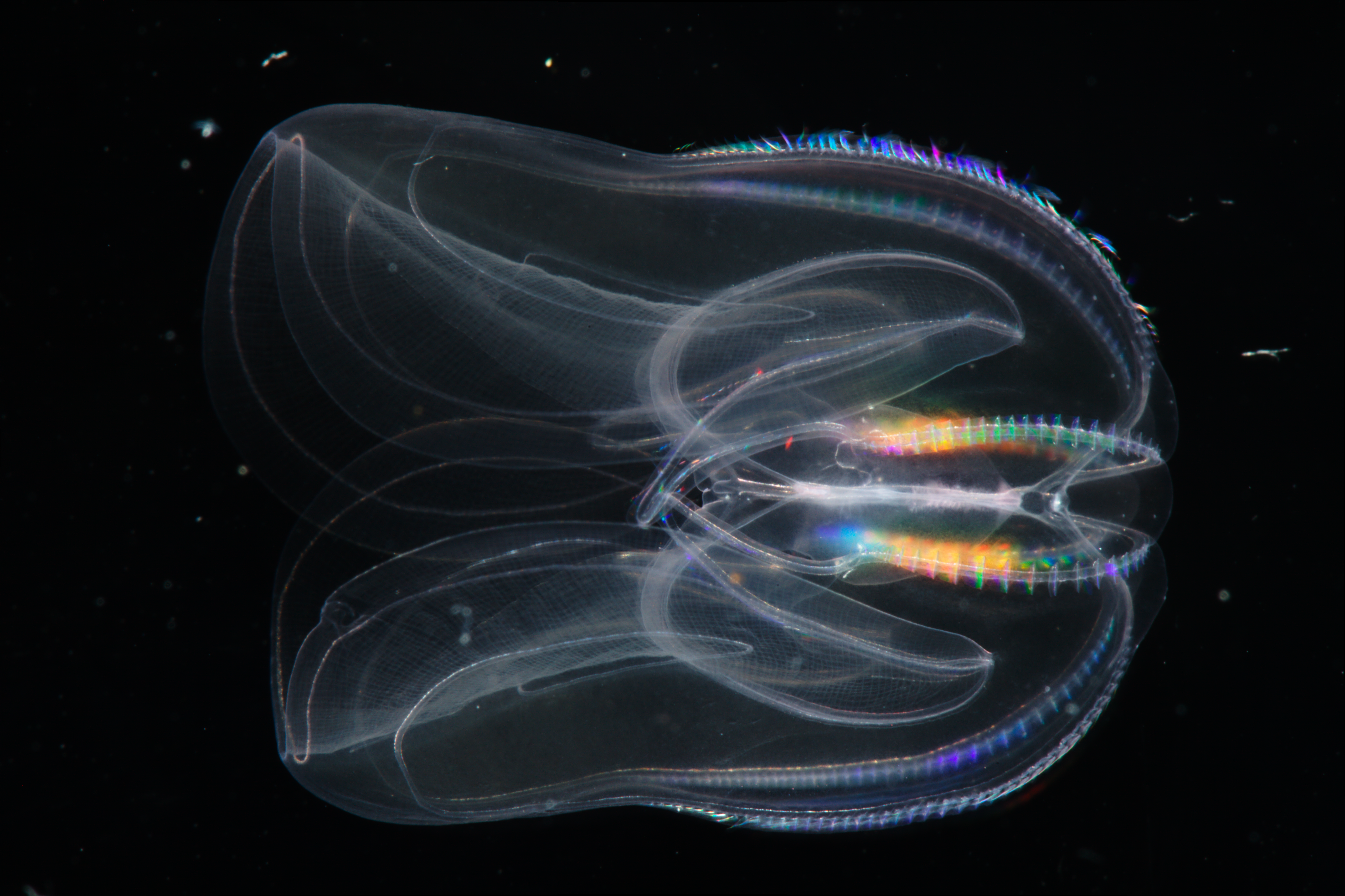
Mnemiopsis
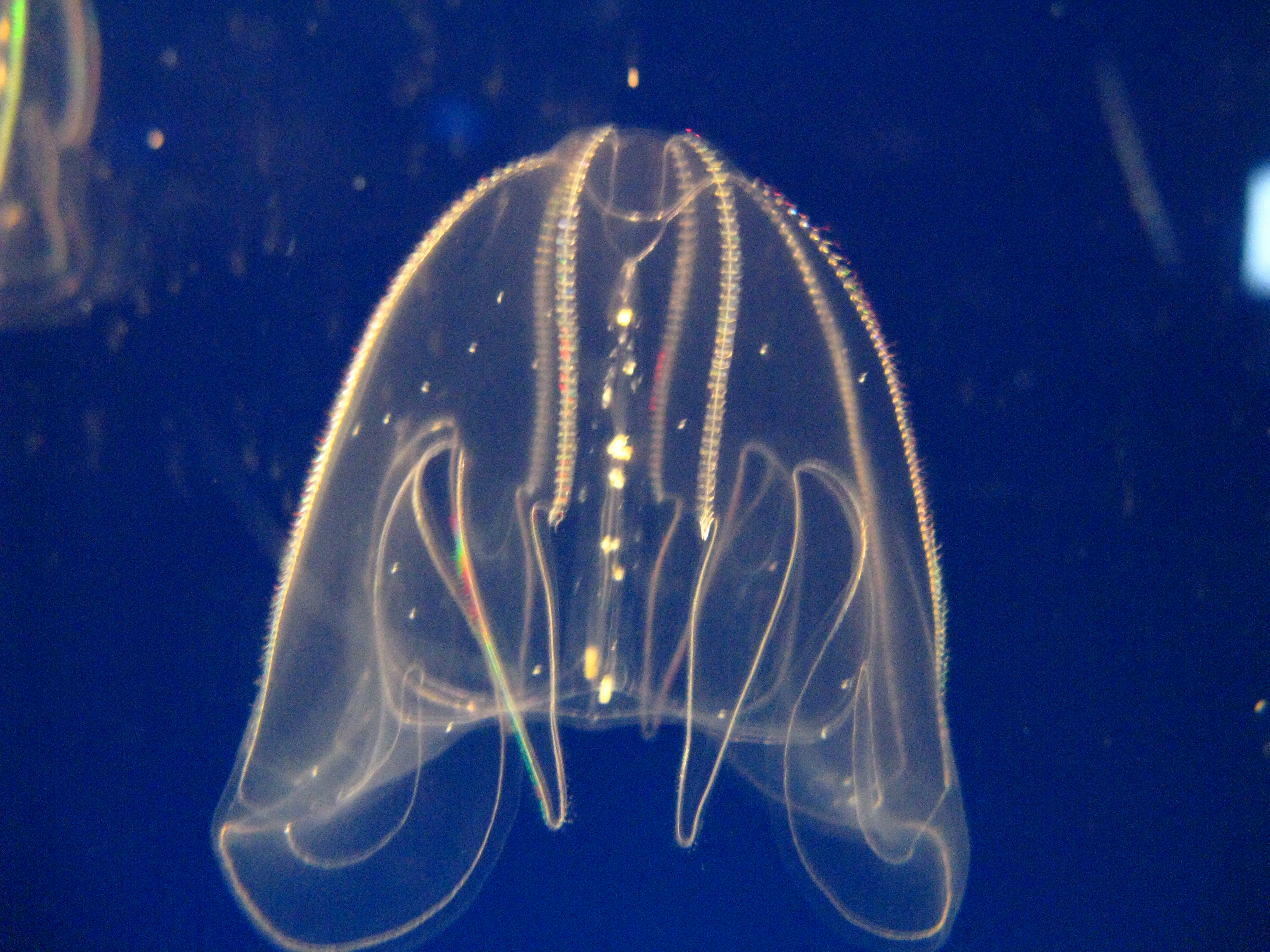
Bolinopsis
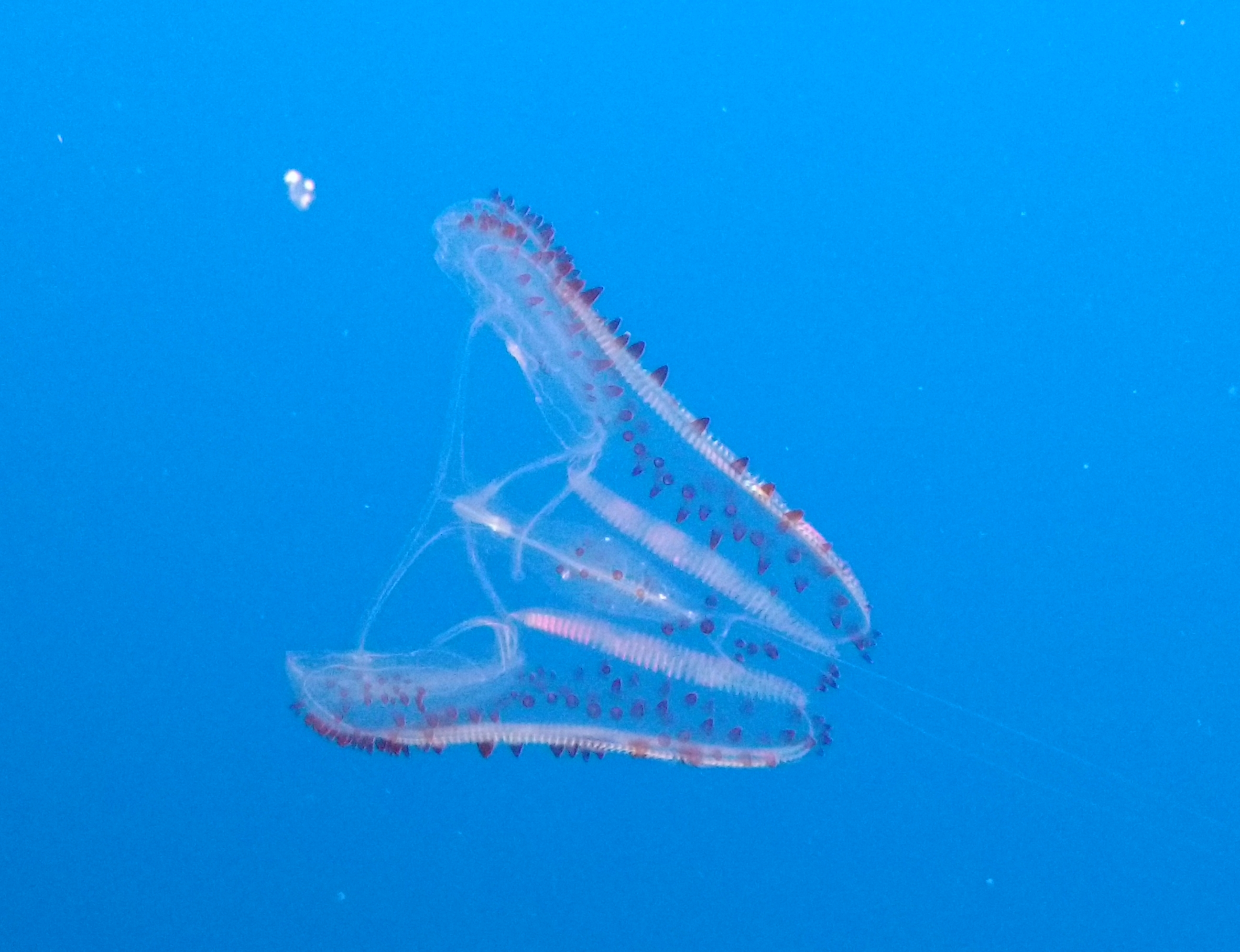
Leucothea